# Quintus Pompeius Rufus (Volkstribun 52 v. Chr.)

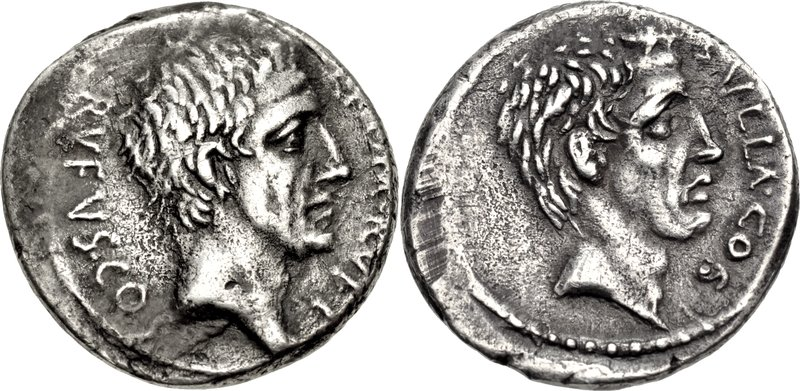
Denarius von Quintus Pompeius Rufus mit Kopf des Q. Pomponius Rufus (RVFVS·COS - Q·POM·RVFI) auf dem Rückseite und Kopf des L. Cornelius Sulla auf dem Vorderseite (SVLLA·COS).

Quintus Pompeius Rufus war ein Politiker der späten römischen Republik.
Pompeius Rufus war ein Enkel Lucius Cornelius Sullas; sein Vater Quintus Pompeius Rufus, der Cornelia, eine Tochter Sullas, geheiratet hatte, kam bei Unruhen 88 v. Chr. um. Seine Schwester Pompeia war zeitweilig die Frau Gaius Iulius Caesars.
Quintus Pompeius Rufus ließ als Münzmeister (tresvir monetalis) etwa im Jahr 54 v. Chr. (vielleicht auch schon 59 v. Chr.) Münzen mit den Porträts seiner beiden Großväter Sulla und Quintus Pompeius Rufus, die 88 v. Chr. gemeinsam Konsuln gewesen war, prägen. 54 v. Chr. klagte er den zum Konsul gewählten Marcus Valerius Messalla Rufus vergeblich wegen Wahlbetrugs an und wurde sogar ins Gefängnis geworfen.
52 v. Chr. war Pompeius Rufus Volkstribun. Als Publius Clodius Pulcher bei einem Straßenkampf von Leuten Titus Annius Milos getötet wurde, heizte er zusammen mit anderen Tribunen den Volkszorn an. In der zunehmenden Anarchie wurde schließlich Gnaeus Pompeius Magnus zum alleinigen Konsul gewählt. Pompeius Rufus unterstützte seine Maßnahmen, die Ordnung wiederherzustellen, bei denen unter anderem Milo in die Verbannung geschickt wurde. Unmittelbar nach Ablauf seiner Amtszeit im Dezember 52 v. Chr. wurde Pompeius Rufus allerdings selbst von Marcus Caelius Rufus wegen Aufruf zur Gewalt (de vi) angeklagt und musste nach der Verurteilung in die Verbannung nach Bauli in Kampanien gehen. Im folgenden Jahr 51 v. Chr. wurde das falsche Gerücht verbreitet, Pompeius Rufus habe den nach Kilikien reisenden Marcus Tullius Cicero ermordet. Später wird er nicht mehr erwähnt, allerdings könnte er mit einem während des Bürgerkriegs in Afrika erwähnten Pompeius Rufus identisch sein.